# Томашевич, Ольга Владимировна
О́льга Влади́мировна Томаше́вич (род. 15 мая 1956 года, Капустин Яр, Знаменск, Астраханская область, РСФСР) — российский учёный-египтолог, специалист по культуре и религии Древнего Египта, гендерной истории Египта и Древнего Востока, истории египтологии. Кандидат исторических наук, доцент, заместитель заведующего кафедрой истории древнего мира Исторического факультета МГУ, член Методической комиссии факультета. Член Российской ассоциации антиковедов. Стипендиатка Фонда А. фон Гумбольдта.

## Биография
Родилась в семье офицера и врача-педиатра. Авиаконструктор Д. Л. Томашевич приходился дядей её отцу.
Окончила московскую среднюю школу № 52 (ныне — Гимназия № 1514) в 1973 году, затем — Исторический факультет МГУ. В 1983 году защитила кандидатскую диссертацию на тему «Становление и этапы развития культа древнеегипетской богини Нейт» под научным руководством доцента Светланы Семёновны Соловьёвой. Одним из оппонентов выступил академик Б. Пиотровский.
Работает на Историческом факультете МГУ с 1975 г.
По приглашению Берлинского им. А. и В. Гумбольдтов, Пражского и Венского университетов, а также университета Джонса Хопкинса (Балтимор, США) читала там лекции по египтологии. В 1997—1998 г. стажировалась в Институте Египтологии Гейдельбергского Университета в качестве стипендиатки научного фонда А. фон Гумбольдта. Многократно выступала с докладами на разных конференциях, в том числе международных. С 1997 г. по 2001 г. — участница Российской археологической экспедиции в Гизе (Египет). Неоднократно выступала в качестве эксперта в научно-популярных программах радио и телевидения («Русский исторический канал», «365», НТВ).
Сегодня читает лекции по истории Древнего Востока, истории культуры Древнего Востока, историографии истории древнего Египта, ведет занятия древнеегипетским языком, семинары по истории Древнего мира для студентов исторического факультета МГУ и Института стран Азии и Африки при МГУ.

## Основные труды

#### Монографии и главы в монографиях
- Tomashevich O. V. Excursus I. On the Titles of Herenka, Priestess of Hathor and Neith in the Old Kingdom // Kormysheva E., Malykh S., Vetokhov S. Giza. Eastern Necropolis I. The Tomb of Khafraankh G 7948  / ed. E. Kormysheva. — M.: Institute of Oriental Studies. — P. 132—154. — ISBN 978-5-81251-539-3.
- Tomashevich O. V. Excursus II. Combed Ware Jars in the Old Kingdom Private Tombs // Kormysheva E., Malykh S., Vetokhov S. Giza. Eastern Necropolis I. The Tomb of Khafraankh G 7948  / ed. E. Kormysheva. — M.: Institute of Oriental Studies. — P. 206—229. — ISBN 978-5-81251-539-3.
- Томашевич О. В. Блуждающие боги (Египет и Передняя Азия) // Красноморский мир в древности. — М.: Издательство РГГУ, 2012. — С. 336—380. — ISBN 978-5-7281-1317-1.
- Анохина Е. А., Дюжева О. П., Томашевич О. В. Египет, IV-I тысячелетия до н. э. : больше, чем путеводитель / ГМИИ им. А. С. Пушкина. — М.: [Б.и.], 2017. — 230 с. — (Восточные древности на Волхонке). — ISBN 978-5-9909933-4-1.
- Анохина Е. А., Дюжева О. П., Томашевич О. В. Египет, IV-I тысячелетия до н. э. : больше, чем путеводитель / ГМИИ им. А. С. Пушкина. — 2-е изд., испр. — М.: [Б.и.], 2019. — 230 с. — (Восточные древности на Волхонке). — ISBN 978-5-89189-022-0.

#### Статьи в энциклопедиях
- История и культура Древнего Востока : энциклопедический словарь / К. Д. Никольская, И. С. Клочков, О. В. Томашевич, Г. А. Ткаченко ; отв. ред. А. А. Вигасин. — М.: РОССПЭН, 2008. — 431 с. — ISBN 978-5-8243-0865-5.
- Статьи по Древнему Египту в БРЭ.
- Статьи по Древнему Египту в Новой российской энциклопедии.

#### Учебники и главы в учебниках
- Рабство в Египте Нового царства (сост. О. В. Томашевич) // История Древнего Востока. Материалы по историографии  / Под ред. В. И. Кузищина, А. А. Вигасина. — М.: Изд-во МГУ, 1991. — С. 6—50. — ISBN 5-211-01353-9.
- Томашевич О. В. Воспитание и обучение на берегах Нила в древности // История образования и педагогической мысли в эпоху Древности, Средневековья и Возрождения : учебное пособие  / под ред. Т.Н. Матулис. — М.: Изд-во РУДН, 2004. — С. 7—134. — ISBN 5-209-01578-5.
- Тураев Б. А. Древний Египет : учебное пособие / сост. и комм. О. В. Томашевич. — М.: Высшая школа, 2007. — 519 с. — (Классика исторической науки). — ISBN 978-5-06-005141-4.
- Томашевич О. В. Дешифровка Ж. Ф. Шампольона и становление египтологии как научного направления в XIX-XX вв. Формирование египтологических школ // Историография истории древнего Востока : учебное пособие : в 2 томах  / под ред. В. И. Кузищина. — М.: Высшая школа, 2008. — Т. 1. — С. 17—119. — ISBN 978-5-06-005240-4.
- Никишин В. О., Стрелков А. В., Томашевич О. В., Михайловский Ф. А. Всеобщая история. История Древнего мира : учебное пособие для 5 класса общеобразовательных организаций / под науч. ред. С. П. Карпова. — М.: Русское слово, 2017. — 327 с. — (Инновационная школа). — ISBN 978-5-533-00054-3.
- Никишин В. О., Стрелков А. В., Томашевич О. В., Михайловский Ф. А. Всеобщая история. История Древнего мира : учебное пособие для 5 класса общеобразовательных организаций / под науч. ред. С. П. Карпова. — М.: Русское слово, 2019. — 327 с. — (Инновационная школа). — ISBN 978-5-533-00883-9.

#### Статьи
- Томашевич О. В. Богиня Нейт – охранительница мертвых // Мероэ : страны северо-восточной Африки и красноморского бассейна в древности и раннем средневековье. Проблемы истории и культурных связей. — 1985. — Вып. 3. — С. 227—237.
- Томашевич О. В. О происхождении культа богини Нейт // Мероэ : страны северо-восточной Африки и красноморского бассейна в древности и раннем средневековье. Проблемы истории и культурных связей. — 1989. — Вып. 4. — С. 178—189.
- Томашевич О. В. Нейт саисская – богиня воды // Мероэ : страны северо-восточной Африки и красноморского бассейна в древности и раннем средневековье. Проблемы истории и культурных связей. — 1989. — Вып. 4. — С. 190—200.
- Томашевич О. В. Астарта Египте // Мероэ : страны северо-восточной Африки и красноморского бассейна в древности и раннем средневековье. Проблемы истории и культурных связей. — 1999. — Вып. 5. — С. 254—269.
- Tomashevich O. V. Uraeus, Neith and Goddesses of Lower Egypt // Ancient Egypt and Kush : in memoriam of Mikhail A. Korostovtsev  / отв. ред. Э.Е. Кормышева. — М.: Восточная литература, 1993. — P. 373—392. — ISBN 5-02-16721-5.
- Томашевич О. В. Папирус Честер-Битти I: смех и стыд в древнем Египте // Развитие цивилизации и Новый Свет: Первые Кнорозовские чтения : Материалы Науч. конф., 20-21 окт. 1999 г. : Материалы Научной конференции, 20-21 окт. 1999 г.  / [Редкол.: Логунов А. П., отв. ред. и др.]. — М.: РГГУ, 1999. — С. 43—45. — ISBN 5-7281-0283-2.
- Кормышева Э. Е., Томашевич О. В., Чегодаев М. А. Российская археологическая экспедиция в Гизе. Предварительные результаты // Вестник древней истории. — 2000. — № 1. — С. 160—182.
- Томашевич О. В. О титулатуре супруги жреца Хафраанха, или жрицы Хатхор и Нейт в эпоху великих пирамид // Aegyptiaca Rossica  / под ред. М. А. Чегодаева, Н. В. Лаврентьевой. — М.: Русский фонд содействия образованию и науке, 2018. — Вып. 6. — С. 279—300. — ISBN 978-5-91244-233-9.
- Томашевич О. В. Древнеегипетский обелиск в римском Беневенте // Вестник древней истории. — 2019. — № 1. — С. 226—226.
- Анохина Е. А., Томашевич О. В. Египетские редуцированные женские статуэтки в собрании ГМИИ им. А.С. Пушкина // Восток / Oriens. — 2020. — № 3. — С. 193—210.
- Томашевич О. В. Домициан, сын Исиды // Nuntia vetustatis [Вестница старины]. Памяти Ии Леонидовны Маяк. Сборник научных статей  / Отв. ред. Н. В. Бугаева. — СПб.: Алетейя, 2021. — С. 86—100. — ISBN 978-5-00165-248-9.

#### История науки
- Томашевич О. В. Объяснение в любви вместо послесловия // Тураев Б. А. Бог Тот : опыт исследования в области истории древнеегипетской культуры. — СПб.: Журнал «Нева» : Летний сад, 2002. — С. 315–388. — ISBN 5-87516-221-Х.
- Томашевич О. В. Объяснение в любви (О Борисе Александровиче Тураеве) // egyptology.ru.
- Томашевич О. В. Т.Н. Бороздина-Козьмина — ученица и наследница дела Б. А. Тураева в Музее Изящных Искусств // Памятники и люди  / ГМИИ им. А. С. Пушкина ; [Сост. В. Я. Гельман и др.]. — М.: Восточная литература, 2003. — С. 122—140. — ISBN 5-02-018341-5.
- Томашевич О. В. Египтолог Владимир Викентьев — создатель музея нового типа // Памятники и люди  / ГМИИ им. А. С. Пушкина ; [Сост. В. Я. Гельман и др.]. — М.: Восточная литература, 2003. — С. 141—173. — ISBN 5-02-018341-5.
- Томашевич О. В. Мерперт Н. Я. Первая отечественная археологическая экспедиция в Египет // Вестник древней истории. — 2003. — № 3. — С. 204—217.
- Томашевич О. В. Египет и Россия. Историографические этюды // Культурное наследие Египта и Христианский Восток : сборник  / Ин-т востоковедения РАН, РГГУ ; [отв. ред. Кормышева Э.Е.]. — М.: Ин-т востоковедения РАН, 2004. — Вып. 2. — С. 179—188.
- Гауэрт О., Томашевич О. В. Египтология в Германии // Древний Восток и античный мир : Труды кафедры истории древнего мира исторического факультета МГУ  / отв. ред. И. А. Гвоздева. — М.: ЭкоПресс-2000, 2005. — Вып. 7. — С. 281—288. — ISBN 5-901811-11-9.
- Томашевич О. В. Великая русская революция и хроника одной жизни // Столетие Революции 1917 года в России : научный сборник : часть 1  / отв. ред. И.И. Тучков. — М.: Издательство АО «РДП», 2018. — С. 787—795. — ISBN 978-5-88697-280-1.
- Томашевич О. В. Хранитель египетских древностей // Aegyptiaca Rossica  / под ред. М. А. Чегодаева, Н. В. Лаврентьевой. — М.: Русский фонд содействия образованию и науке, 2018. — Вып. 6. — С. 22—28. — ISBN 978-5-91244-233-9.
- Курочкин М. В., Томашевич О. В. К 120-летию со дня рождения В. И. Авдиева // PARABELLUM NOVUM : военно-исторический журнал. — 2019. — № 10. — С. 142—150. — ISSN 2308-9423.
- Томашевич О. В. Тураевские университеты // Aegyptiaca Rossica  / под ред. М. А. Чегодаева, Н. В. Лаврентьевой. — М.: Русский фонд содействия образованию и науке, 2019. — Вып. 7. — С. 11—34. — ISBN 978-5-91244-258-2.

#### Перевод
- Харт Дж. Древний Египет / пер. с англ. О. В. Томашевич. — М.: Дорлинг Киндерсли, 1996. — 64 с. — (Очевидец. Обо всем на свете). — ISBN 0-7513-8611-1.